# Torre dels Peixeters
La Torre dels Peixeters és una obra del municipi de Cervelló (Baix Llobregat) inclosa en l'Inventari del Patrimoni Arquitectònic de Catalunya.

## Descripció
Es tracta d'un habitatge de planta baixa i dos pisos amb coberta a quatre vessants. La planta baixa és més gran que les superiors i així, al nivell del primer pis s'obre una gran terrassa. Té una torre amb coberta a quatre vessants a la que s'accedeix des de la planta superior. la terrassa està delimitada per una balustrada de balustre decorada amb gerros.